# Jüdischer Friedhof (Frei-Laubersheim)
Der Jüdische Friedhof Frei-Laubersheim ist ein Friedhof in der Ortsgemeinde Frei-Laubersheim im Landkreis Bad Kreuznach in Rheinland-Pfalz. 
Der jüdische Friedhof liegt am Nachtigallenweg in einem Neubaugebiet am südlichen Ortsrand.
Auf dem 423 m² großen Friedhof, der um das Jahr 1820 angelegt und bis zum Jahr 1934 belegt wurde, befinden sich 32 Grabsteine.